# إدوارد ماير (عالم)
إدوارد ماير (بالألمانية: Eduard Meyer) (و. 1855 – 1930 م) هو مؤرخ، وعالم مصريات، وعالم آثار، وأستاذ جامعي، من ألمانيا، ولد في هامبورغ، وكان عضوًا في المعهد الألماني للآثار، والأكاديمية الهنغارية للعلوم، والأكاديمية الروسية للعلوم، والأكاديمية البروسية للعلوم، والأكاديمية الملكية السويدية للعلوم، توفي في برلين، عن عمر يناهز 75 عاماً.

## التعليم
تعلم في جامعة بون.

## مناصب وهيئات
أدار جامعة لايبتزغ، وجامعة هارفارد، وجامعة هاله.

## جوائز وترشيحات
حصل على جوائز منها:
- وسام الاستحقاق للفنون والعلوم
- وسام الاستحقاق.

ترشح لـ:
- جائزة نوبل في الأدب (1927).[11]

## روابط خارجية
- إدوارد ماير على موقع الموسوعة البريطانية (الإنجليزية)